# Večna vas
Večna vas (nemško Wackendorf) je naselje v Občini Globasnica v Okraju Velikovec na Koroškem v Avstriji.